# Ivo Lapenna
Ivo Lapenna (Spalato, 5 novembre 1909 – Copenaghen, 15 dicembre 1987) è stato un esperantista e giurista jugoslavo naturalizzato britannico.

## Vita
Lapenna nacque in una famiglia di Dalmati Italiani nella città di Spalato in Dalmazia, allora Austria-Ungheria. Nel 1933 si laureò a Zagabria in diritto. Durante la Seconda guerra mondiale, fuggito da Zagabria sotto falso nome, partecipò alla resistenza contro il regime degli Ustascia svolgendo numerosi compiti fra cui quello di direttore di Slobodna Dalmacija (Dalmazia libera). Divenne professore universitario nel 1947 a Zagabria e poi a Londra. Partecipò anche al Trattato di Parigi come esperto di diritto internazionale nella delegazione jugoslava. Abbandonata la Jugoslavia nel 1949, si trasferì prima a Parigi e nel 1951 in Gran Bretagna. Nel 1962 divenne cittadino britannico. Morì nel 1987 a Copenaghen, dov'è sepolto.
La prima moglie fu Emilija Lapenna, la seconda Ljuba Lapenna, la terza (dal 1986) Birthe Lapenna. Ivo Lapenna non ha avuto figli.

## Attività esperantista

### Fino al 1974
Lapenna diventò esperantista nel 1928. Dal 1937 fu membro del comitato dell'Associazione universale esperanto (UEA) per la Jugoslavia e, durante il Congresso universale di esperanto del 1938, diventò dirigente dell'Internacia Esperanto-Ligo come successore dell'austriaco Hugo Steiner. Partecipò alla fusione dell'Internacia Esperanto-Ligo nell'UEA entrandone subito nel consiglio direttivo e restandovi sino al 1974, dopo esserne stato segretario generale (nuova carica dirigenziale da lui stesso proposta) dal 1955 al 1964 e quindi presidente.
Del lavoro di Lapenna per l'UEA restano soprattutto la risoluzione UNESCO del 1954, il nuovo statuto del 1955 e i risultati del CED, il centro di ricerche da lui fondato nel 1952. Meno ricordata è la sua azione per proporre l'esperanto presso l'ONU: Lapenna iniziò una gigantesca raccolta di firme ed infine, il 6 ottobre 1966, riuscì a presentarne all'ufficio dell'ONU a New York circa un milione individuali e centinaia di consensi da parte di associazioni. L'azione fallì poiché i funzionari ONU fecero presente che le proposte potevano pervenire solo dagli stati membri e non da un'organizzazione privata. "La sola sorpresa qui è che un giurista di eminenza internazionale come Lapenna si sia sorpreso", commentò Humphrey Richard Tonkin.

### Dal 1974 in poi
Dopo tutta una serie di critiche, soprattutto riguardo alla sua condotta nei confronti di membri del comitato e di attivisti, quanti non erano più disposti ad accettarlo come presidente dell'UEA fecero blocco comune. Lapenna comprese che non avrebbe avuto la maggioranza nel successivo comitato e già nel famoso "aprila artikolo" su Esperanto affermò l'esistenza di un complotto per rimuoverlo. Durante il congresso di Amburgo del 1974 dichiarò che non si sarebbe ricandidato come presidente e il comitato elesse come nuovo presidente Humphrey R. Tonkin. Lapenna si dimise da ogni incarico e carica onoraria dell'UEA e della TEJO. Presentò poi la sua interpretazione degli eventi ("putsch comunista") nel libro Amburgo in retrospettiva e sino alla fine sostenne sempre che era stata la "politica antineutrale" dell'UEA ad escluderlo.
Nel 1976 fondò il NEM (Neŭtrala Esperanto-Movado), una forma non istituzionale di collaborazione con altri esperantisti, e nel 1980 diede vita a Strasburgo al Centro Internazionale del Movimento Esperantista Neutrale (ICNEM). Fin dalla sua nascita il movimento tenne annualmente delle conferenze internazionali ma nel 1987, durante l'ultima conferenza organizzata a Graz per celebrare il centenario dell'esperanto, Lapenna comunicò lo scioglimento del NEM; probabilmente sentiva ormai prossima la propria morte essendo malato di cancro. Nel suo ultimo contributo a Orizzonte definì fallimentare tutta l'organizzazione UEA dell'anno giubilare ed espresse la speranza che la Lingua esperanto fosse abbastanza forte da sopportare l'assenza di un movimento organizzato.
Nel 1983 fu tra i fondatori dell'Accademia Internazionale delle Scienze San Marino e fu anche cofondatore dell'associazione esperantista di categoria dei giuristi. Oggi è OSIEK a portare avanti la tradizione delle conferenze internazionali. Inoltre esiste la Fondazione Ivo Lapenna.

## Opere
In esperanto:
- Retoriko, 1950 ed edizioni successive.
- Faktoj pri la Internacia Lingvo (1952)
- Principaro de Frostavallen, linee guida per la comunicazione, (1956)
- Esperanto en perspektivo (1974), scritta con Ulrich Lins (storia) e Tazio Carlevaro (letteratura).
- Hamburgo en retrospektivo (1975/1977)

In altre lingue (estratto):
- Storia della diplomazia, in lingua croata, 1949.
- State and Law: Soviet and Yugoslav Theory, London 1964.
- Soviet Penal Policy. A Background Book, London, Sydney, Toronto 1968.